# Teatro Victoria (Talavera de la Reina)
El teatro Victoria es un inmueble situado en la ciudad española de Talavera de la Reina.

## Historia y características
Se levantó sobre el solar del antiguo corral de comedias del siglo XVII que fue derribado en 1892. En su terreno se construyó este teatro en 1912, que más tarde pasaría a denominarse Teatro Mariana, en honor al historiador talaverano padre Juan de Mariana.
Destaca en su fachada la cerámica, obra de Juan Ruiz de Luna, con alegorías de la música y el teatro, retratos de dramaturgos y músicos, y nombres de zarzuelas. La fachada de tres alturas y composición simétrica es una minuciosa combinación de arquitectura modernista, en la que destacan los balcones metálicos historiados, los apliques de hierro y la azulejería. Su interior presenta una decoración de escayola, con las balaustradas de cerrajería y los pilares metálicos. Fue de nuevo adquirido por el ayuntamiento y restaurado en 1991.